# Michele Strogoff - Il corriere dello zar
Michele Strogoff - Il corriere dello zar  è una miniserie televisiva del 1999, diretta da Fabrizio Costa, tratta dal romanzo Michele Strogoff, scritto da Jules Verne nel 1876.

## Trama
San Pietroburgo, fine Ottocento. Lo Zar Alessandro II nomina Capitano il corriere Michele Strogoff per aver denunciato il tradimento di Ivan Ogareff, ufficiale russo che vendeva informazioni ai Tartari, guidati da Feofar Khan. Ogareff si vendica uccidendo la moglie di Strogoff. Intanto i Tartari invadono la Siberia uccidendo la famiglia del Granduca. Si salva solo Boris, il nipote dello Zar, solo perché nascosto presso il conte Krasov. La nuova missione di Strogoff è portare in salvo il piccolo Zarevič Boris, così parte per la Siberia.